# Johannes Rudolf Wolf
Johannes Rudolf Wolf (* 11. August 1564 in Zürich; † 28. Januar 1627 ebenda) war ein Schweizer Glasmaler, Buchdrucker, Verleger, Holzschneider und Kupferstecher.

## Leben
Johannes Rudolf Wolf war der Sohn des Theologen Johann Wolf (1521–1572). Er erlernte zunächst den Beruf des Glasmalers und später das Buchdruckerhandwerk in Basel.
Im Jahr 1591 übernahm er in Zürich die Druckereieinrichtung der Offizin Froschauer und eröffnete eine eigene Druckerei mit Verlag und Buchhandel. 1592 wurde er Zwölfer. 1595 erhielt er für zwölf Jahre das Druckprivileg für Zürich. Wolf druckte Schriften zürcherischer Theologen, Bibeln und einige wenige wissenschaftliche Werke. 1607 war er Zunftmeister zu Schiffleuten.
Ab 1611 bis 1624 führte sein Sohn Johann Rudolf (1587–1624) die Offizin und gab wahrscheinlich um 1621 die erste Zeitung Zürichs heraus. Zu den bedeutendsten Druckwerken der Offizin, die nach dem Tod des Sohns wieder vom Vater übernommen und 1626 an Johann Jakob Bodmer verkauft worden war, zählen Johannes Guler von Wynecks Raetia, Jakob Zieglers Abhandlung über den Tabac und Christoph Murers XL Emblemata miscella nova.

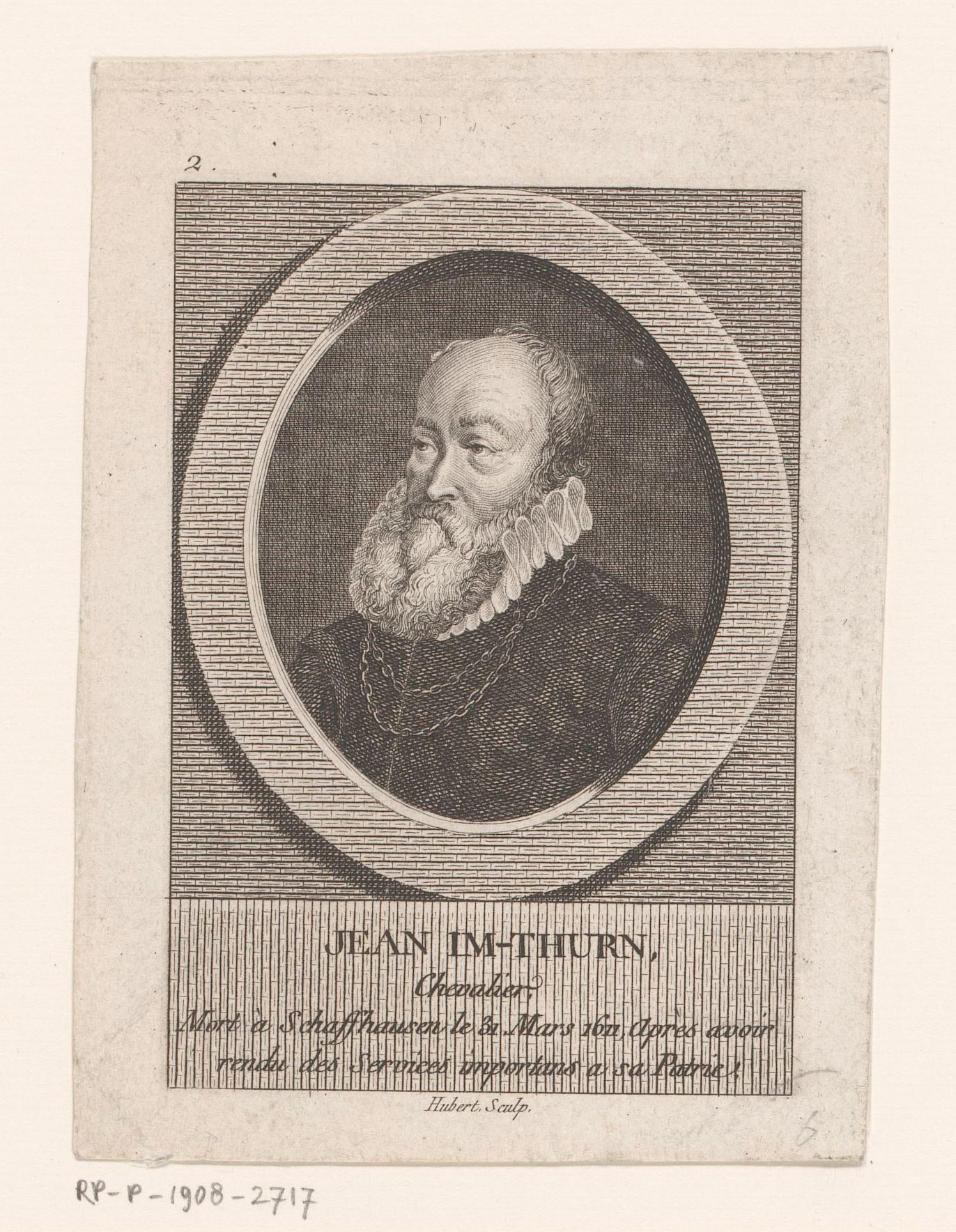
Kupferstich-Porträt nach dem Original aus Johann Wilhelm Ziegler: Kurtze Beschreibung dess Weyland Edlen … Hansen Im Thurn … Lebens und Sterbens. Sampt vorgehendem weitleufigem Bericht vom Ursprung und Namen dess … Geschlechts deren im Thurn … Darzů auch getruckt etliche ihme zů ehren und gedechtnus gestelte Lateinische Carmina. Johann Rudolf Wolf, Zürich 1611.